# Justinas Lagunavičius
Justinas Lagunavičius (Kaunas, 4 september 1924 - Kaunas, 15 juli 1997), was een Litouws voormalig professioneel basketbalspeler die één keer zilver won op de Olympische Spelen in 1952.

## Carrière
Lagunavičius begon zijn carrière bij Dinamo Kaunas in 1944. In 1945 verhuisde hij naar Žalgiris Kaunas. Met die club won hij twee keer het Landskampioenschap van de Sovjet-Unie in 1947 en 1951. Ook werd hij tweede in 1949 en 1952 en derde in 1953 en 1954. In 1953 werd hij Bekerwinnaar van de Sovjet-Unie. Lagunavičius kwam uit voor het nationale team van de Sovjet-Unie. Met de Sovjet-Unie won Lagunavičius één keer zilver op de Olympische Spelen in 1952. Hij werd Europees kampioenschap basketbal in 1947, 1951 en 1953. Als speler van de Litouwse SSR won hij brons op de Spartakiade van de Volkeren van de USSR in 1956. Hij stopte in 1954 met basketbal.

## Erelijst
- Landskampioen Sovjet-Unie: 2
  - Winnaar: 1947, 1951
  - Tweede: 1949, 1952
  - Derde: 1953, 1954
- Bekerwinnaar Sovjet-Unie: 1
  - Winnaar: 1953
- Olympische Spelen:
  - Zilver: 1952
- Europees Kampioenschap: 3
  - Goud: 1947, 1951, 1953
- Spartakiade van de Volkeren van de USSR:
  - Derde: 1956